# (14416) 1991 RU7
(14416) 1991 RU7 est un astéroïde de la ceinture principale découvert en 1991.

## Description
(14416) 1991 RU7 a été découvert le 8 septembre 1991 à Harvard, dans l'État du Massachusetts, aux États-Unis, par l'Observatoire Oak Ridge.

### Caractéristiques orbitales
L'orbite de cet astéroïde est caractérisée par un demi-grand axe de 2,31 UA, un périhélie de 1,83 UA, une excentricité de 0,21 et une inclinaison de 6,74° par rapport à l'écliptique. Du fait de ces caractéristiques, à savoir un demi-grand axe compris entre 2 et 3,2 UA et un périhélie supérieur à 1,666 UA, il est classé, selon la JPL Small-Body Database, comme objet de la ceinture principale.

### Caractéristiques physiques
(14416) 1991 RU7 a une magnitude absolue (H) de 15,6 et un albédo estimé à 0,200.